# Trevor Bryan
Trevor Bryan (* 23. August 1989 in Albany, USA) ist ein US-amerikanischer Boxer im Schwergewicht und war Weltmeister der WBA hinter WBA-Superchampion Oleksandr Ussyk (der Status des Superchampions ist höher gereiht). Er wird von Don King promotet.

## Amateurkarriere
Bryan nahm sowohl im Jahre 2010 als auch im Jahre 2011 am renommierten Golden-Gloves-Turnier teil. 2010 verlor er bereits seinen ersten Kampf gegen den Silbermedaillengewinner des Turniers Lenroy Thompson. 2011 schlug er Vincent Hadley und Jonathan Guidy, ehe er sich in seinem dritten Kampf abermals Thompson, der dieses Mal das Turnier gewann, geschlagen geben musste und somit erneut ohne Medaille ausschied.

## Profikarriere
Im Jahre 2011 gab Bryan sein Debüt bei den Profis und entschied es mit einem vorzeitigen Sieg in Runde 2 gegen seinen Landsmann Demarcus Young in Hollywood, Florida, für sich.
Am 11. April 2015 errang Bryan den vakanten WBA-Fedebol-Titel, als er in einem auf 9 Runden angesetzten Gefecht den Kolumbianer Epifanio Mendoza in der 5. Runde durch Aufgabe bezwang. Ende August desselben Jahres besiegte er Derric Rossy in einem Kampf über 10 Runden durch einstimmigen Beschluss und sicherte sich dadurch den vakanten nordamerikanischen Meistertitel der Junioren (NABF).
Im Sommer 2018 kam es im Celebrity Theatre in Phoenix, Arizona, zu einem Kampf, in welchem es um die vakante WBA-Interimsweltmeisterschaft ging, gegen seinen Landsmann BJ Flores. Bryan gewann durch technischen Knockout in Runde 4 und sicherte sich somit den Interimsweltmeistertitel der Organisation WBA.
Im Januar 2021 boxte Trevor Bryan gegen Bermane Stiverne um den vakanten WBA Weltmeistertitel im Schwergewicht. Mit einem Sieg durch technischen K. o. konnte Bryan den Titel gewinnen und war WBA-Weltmeister hinter WBA-Superchampion Anthony Joshua. Den Titel verlor Bryan im Jahr 2022 im Kampf gegen Daniel Dubois.